# حوذان حقلي
الحوذان الحقلي أو شقيق حقلي أو كف الهرّ أو زَغْلَتْة (باللاتينية: Ranunculus arvensis) نوع نباتي يتبع جنس الحوذان من الفصيلة الحوذانية. ساقه قليلة الزغب. أوراقه السفلي بيضية اسفينية مسننة، أما العليا فمقرضة عميقة التشريم الرمحي. أزهاره مستعرضة البلات. إزهراره ربيعي.

## الموئل والانتشار
موطنه الأصلي بلاد الشام وتركيا وأوروبا. أدخل إلى أمريكا الشمالية وأستراليا حيث ينتشر كحشيشة.

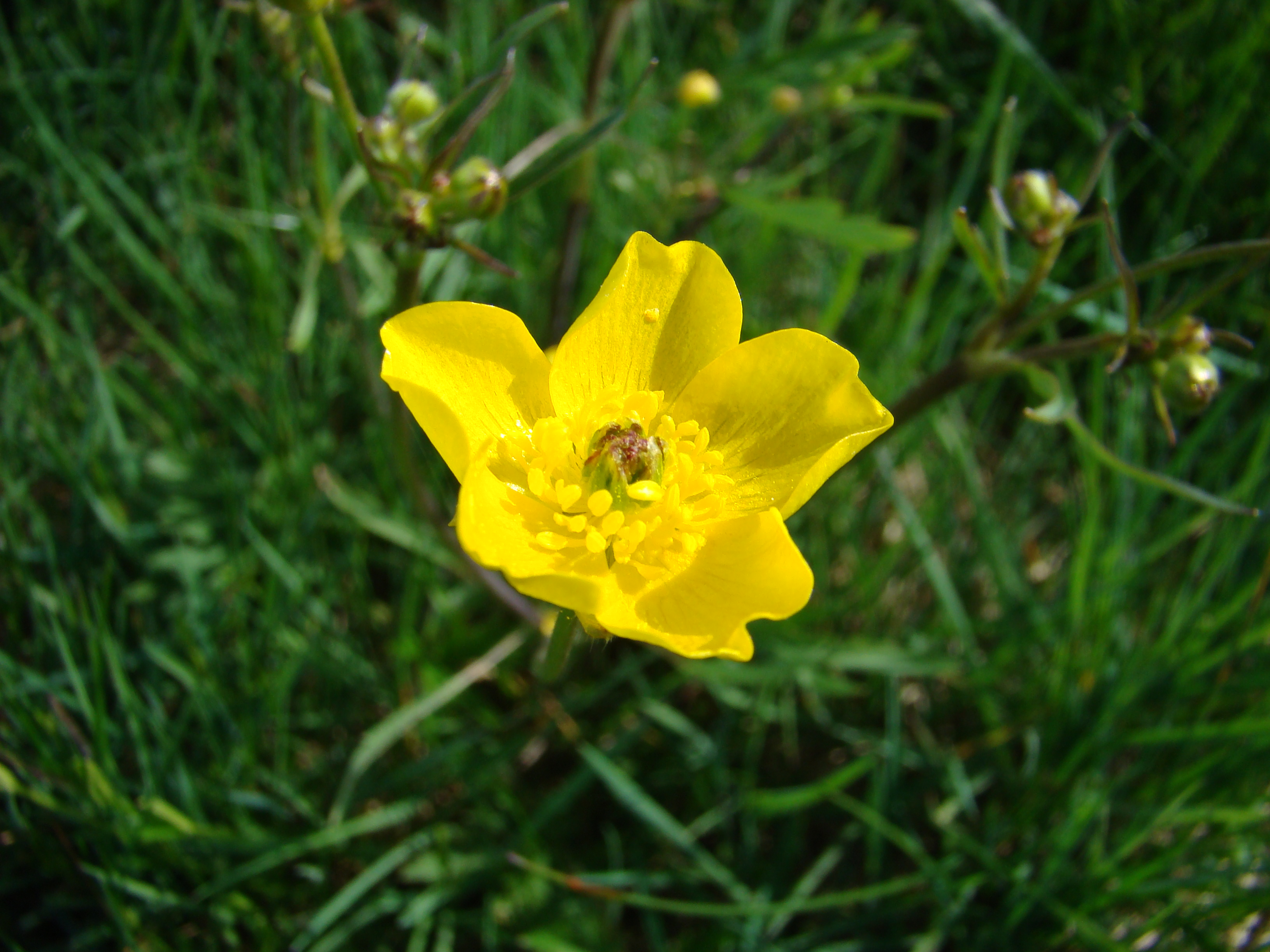
زهرة الحوذان الحقلي